# تشارلز ديركوب
تشارلز ديركوب (بالإنجليزية: Charles Dierkop)‏ مواليد 11 سبتمبر 1936 في لاكروس، الولايات المتحدة، هو ممثل أمريكي بدأ مسيرته الفنية سنة 1961.

## الأعمال
- المحتال
- بوتش كاسيدي وساندانس كيد
- اللدغة
- سيمون وسيمون
- جزيرة الفنتازيا
- غان سموك
- مانيكس
- بونانزا
- ميشين إمبوسيبول
- الحب

## روابط خارجية
- تشارلز ديركوب على موقع IMDb (الإنجليزية)
- تشارلز ديركوب على موقع روتن توميتوز (الإنجليزية)
- تشارلز ديركوب على موقع أول موفي (الإنجليزية)
- تشارلز ديركوب على موقع قاعدة بيانات برودواي على الإنترنت (الإنجليزية)
- تشارلز ديركوب على موقع قاعدة بيانات الفيلم (الإنجليزية)